# Microlophus bivittatus
Microlophus bivittatus is een hagedis uit de familie kielstaartleguaanachtigen (Tropiduridae).

## Naam en indeling
De wetenschappelijke naam van de soort werd voor het eerst voorgesteld door Wilhelm Peters in 1871. Oorspronkelijk werd de wetenschappelijke naam Tropidurus (Craniopeltis) bivittata gebruikt.

## Verspreiding en habitat
De hagedis komt voor in delen van Zuid-Amerika en leeft in Ecuador en dan uitsluitend op de Galapagoseilanden. Microlophus bivittatus is een endemische soort van San Cristóbal en nabij gelegen kleine eilandjes zoals Isla Lobos. Deze hagedis leeft hoofdzakelijk in de droge laaglanden van San Cristóbal. In de nattere hooglanden is Microlophus bivittatus zeldzaam. In het westelijke deel van de Galapagoseilanden komt de verwante Microlophus albemarlensis voor.

## Beschermingsstatus
Door de internationale natuurbeschermingsorganisatie IUCN is de beschermingsstatus 'gevoelig' toegewezen (Near Threatened of NT).